# Iwan Pażo
Iwan Jurijowycz Pażo, ukr. Іван Юрійович Пажо, węg. János Pazsó, ros. Иван (Янош) Юрьевич Пажо, Iwan Jurjewicz Pażo (ur. 10 grudnia 1935, Ruś Podkarpacka, zm. w 2016) – ukraiński piłkarz pochodzenia węgierskiego, grający na pozycji napastnika lub pomocnika, trener piłkarski.

## Kariera piłkarska

### Kariera klubowa
W 1955 roku rozpoczął karierę piłkarską w klubie Spartak Użhorod. W latach 1956–1957 służył w wojskowym klubie OBO Lwów, który również nazywał się OSK Lwów. W 1958 został zaproszony do Kołhospnyka Połtawa. W 1959 roku powrócił do Spartaka, który w następnym roku zmienił nazwę na Werchowyna Użhorod. W Użhorodzie zakończył karierę w roku 1966.

## Kariera trenerska
Karierę szkoleniowca rozpoczął jeszcze będąc piłkarzem. W końcu kariery piłkarskiej łączył również funkcje trenerskie, a potem pomagał zespół z Użhoroda, który potem nazywał się kolejno Howerła i Zakarpattia. Od czerwca 1997 do września 1998 stał na czele klubu. Przez wiele lat pracował w regionalnej komisji sportu, kierował piłką nożną w regionie i przekazywał swoje doświadczenie dla młodych graczy.

## Sukcesy i odznaczenia

### Sukcesy piłkarskie
Spartak Użhorod
- wicemistrz Ukraińskiej SRR: 1957

### Sukcesy trenerskie
Howerła Użhorod
- wicemistrz Ukraińskiej SRR: 1972 (jako asystent trenera)